# Umspannwerk Recklinghausen

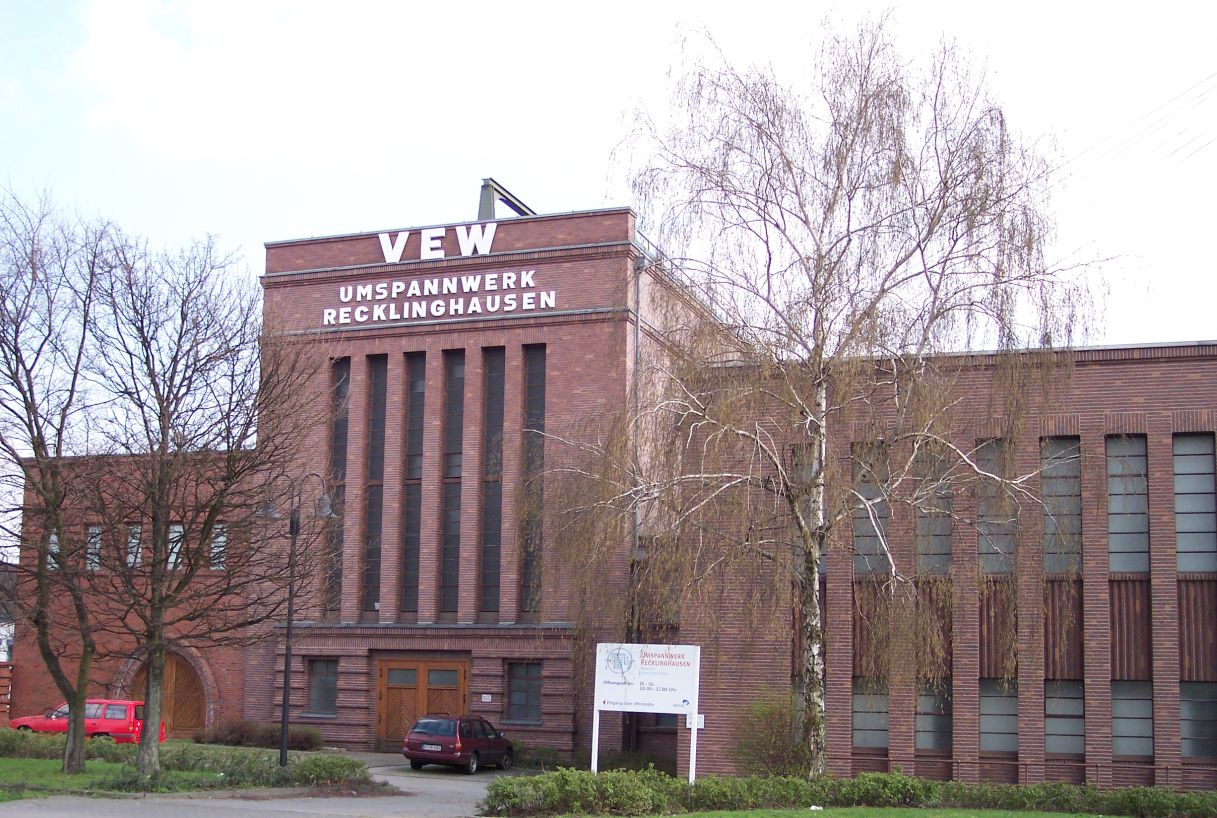
Umspannwerk Recklinghausen

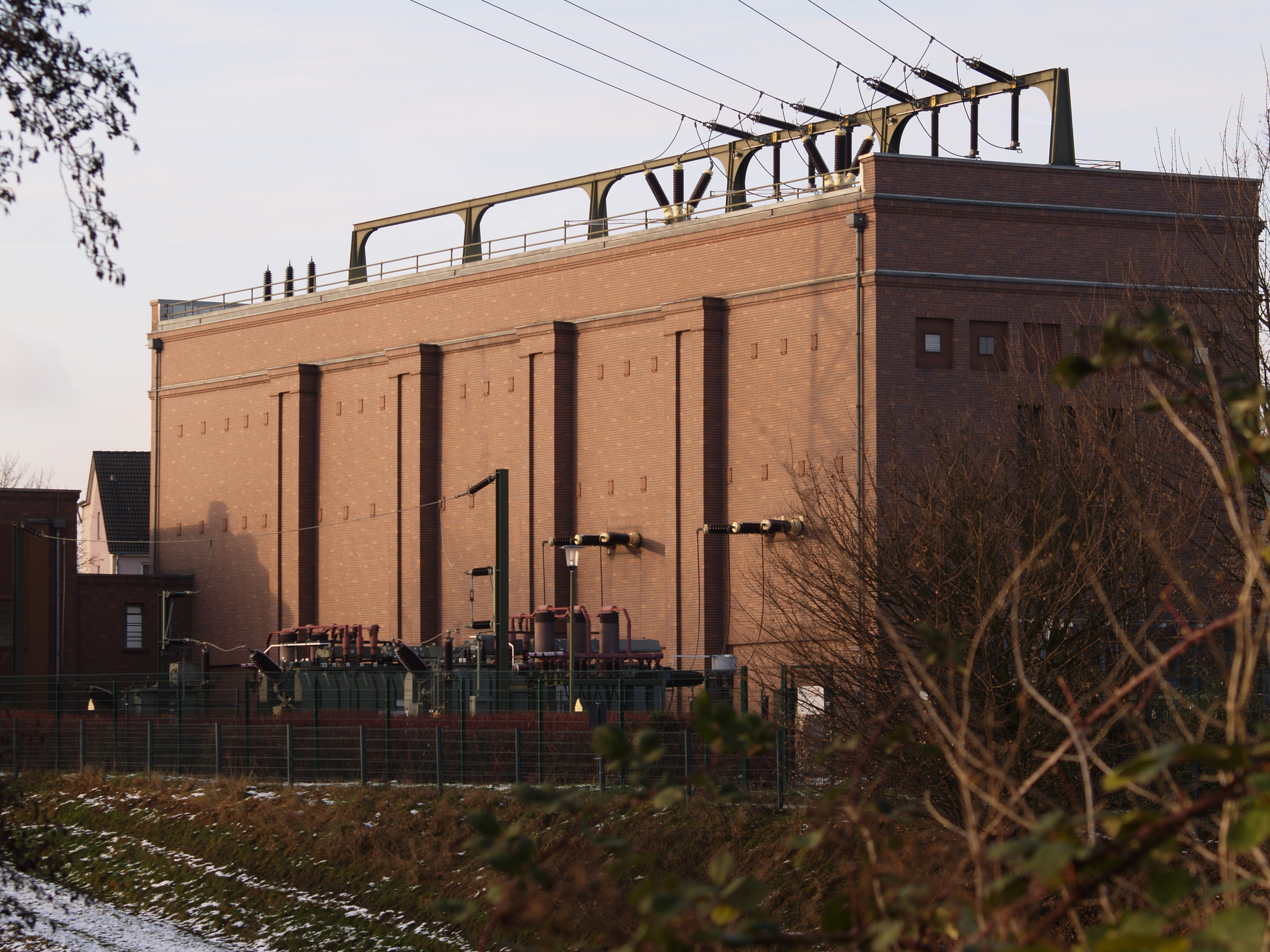
Die ‚‚Arbeitsseite‘‘ des Umspannwerks

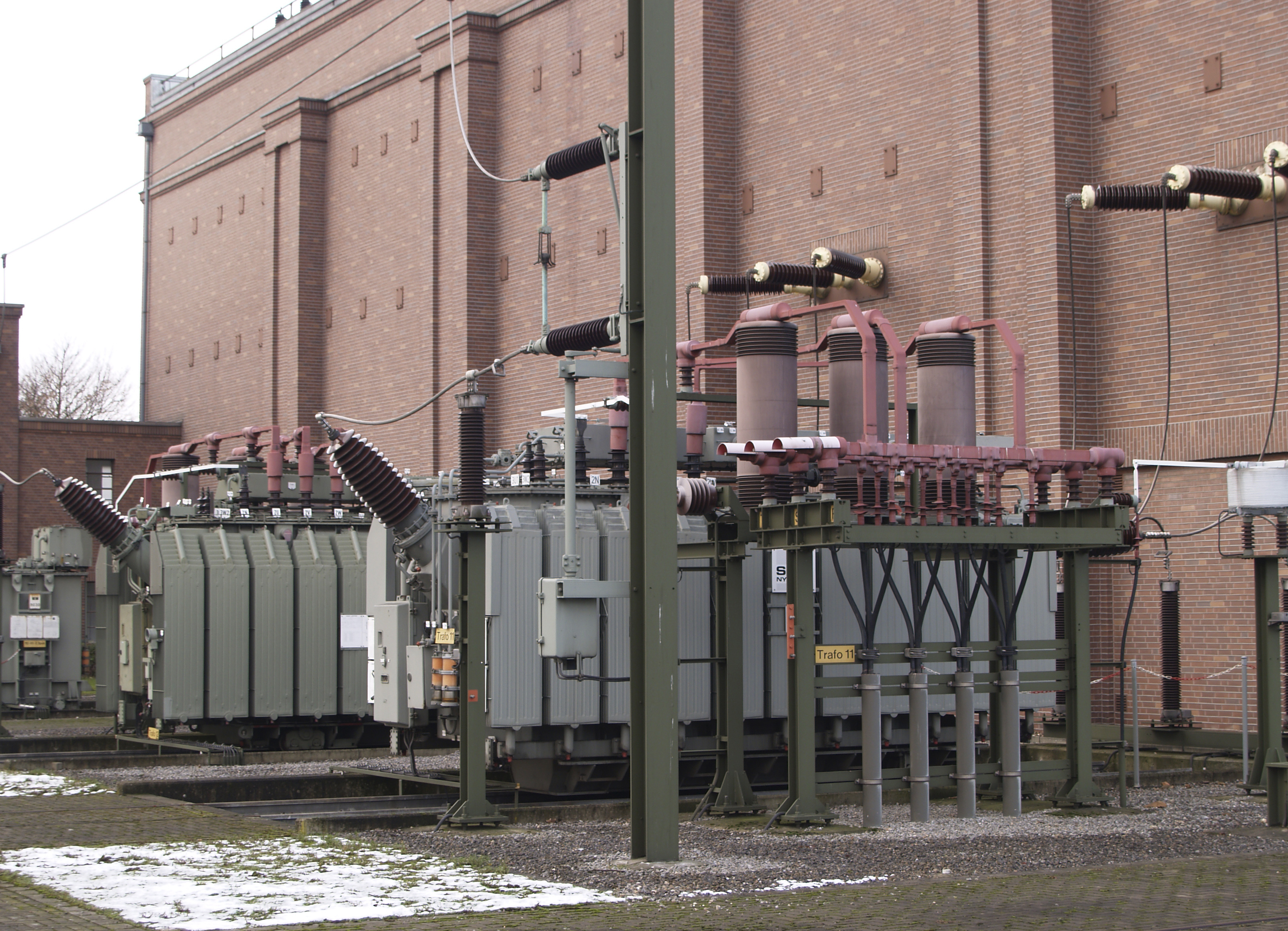
Die beiden 110-kV-Trafos, jetzt ‚‚außer Haus‘‘

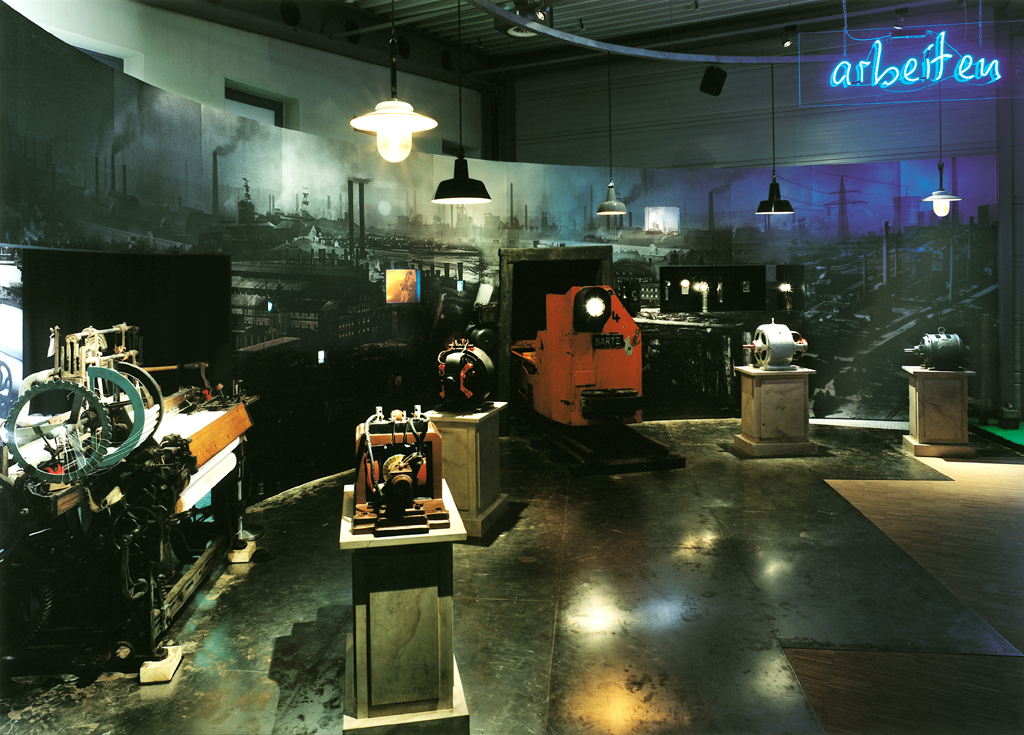
Blick in einen Ausstellungsraum

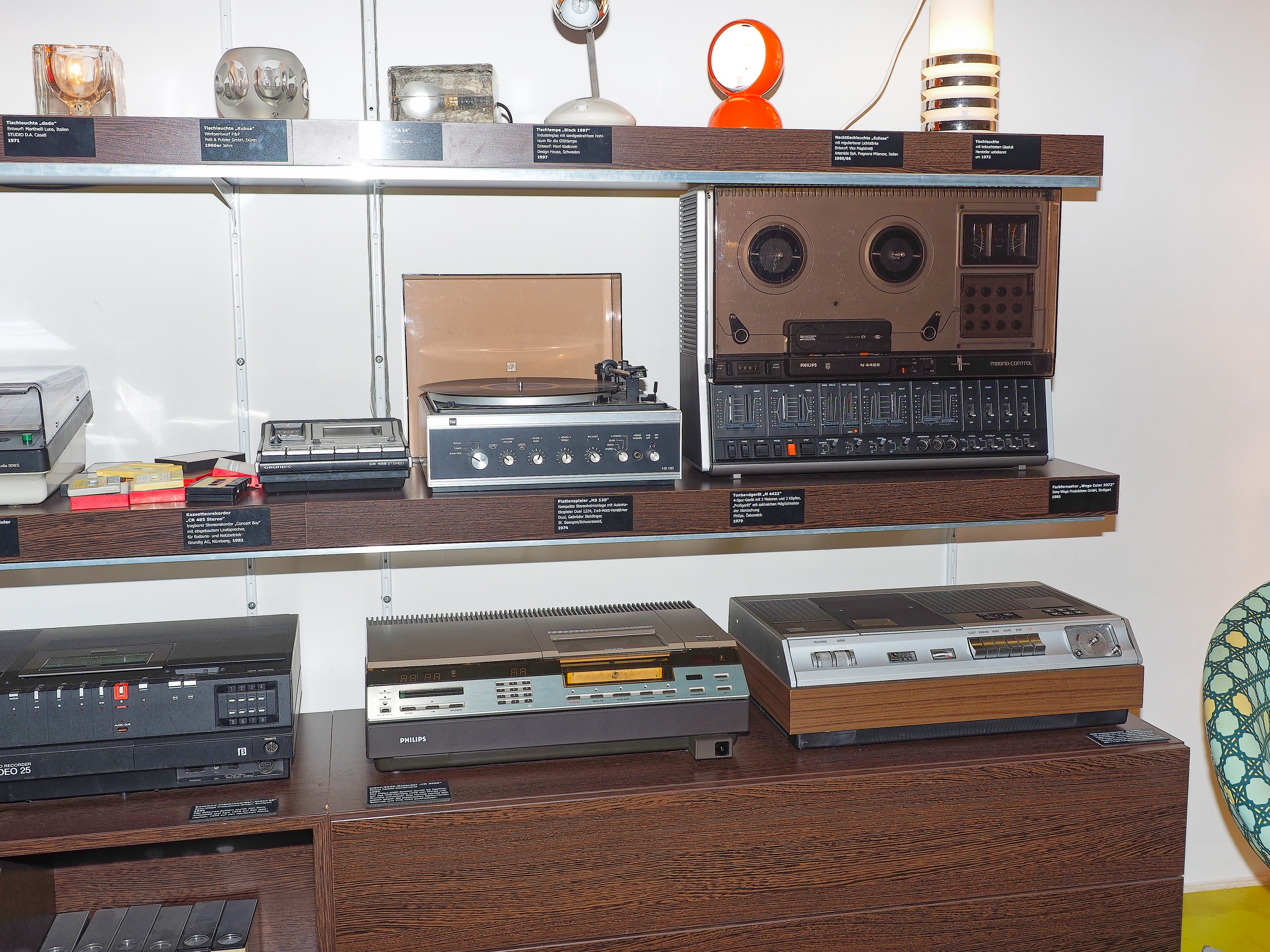
Unterhaltungselektronik und Leuchten

Das Umspannwerk Recklinghausen ist ein denkmalgeschütztes Umspannwerk der RWE (ehemals VEW), jetzt Westnetz in Recklinghausen. Das Werk ist seit Dezember 2000 auch Sitz des Technikmuseums Zeitreise Strom – Das Deutsche Elektrizitätsmuseum, des größten Elektrizitätsmuseums Deutschlands.
Das Umspannwerk Recklinghausen ist Teil der Route der Industriekultur im Ruhrgebiet.

## Geschichte
Fertiggestellt wurde das Umspannwerk der Vereinigten Elektrizitätswerke Westfalen am 17. Februar 1928.
Die Unterbringung des Umspannwerkes in einem festen Gebäude war die Reaktion des damaligen Betreibers auf die schwierigen Umweltbedingungen. In der direkten Nähe zum Gebäude befinden sich die Emscher und der Rhein-Herne-Kanal. Daher musste in der Umgebung häufig mit Nebel gerechnet werden, der sich als Feuchtigkeit auf den Isolatoren niederschlagen würde. Zusammen mit Ruß und Kohlenstaub von Steinkohlenbergwerken in der näheren und weiteren Umgebung hätten sich leicht Kurzschlüsse einstellen können.
Sämtliche Einheiten des Umspannwerkes wie die Trennschalter, Lastschalter, Messwandler und Transformatoren wurden daher in einem gemeinsamen Gebäude untergebracht. Transformiert wurde hochgespannter Strom von 110 kV (Kilovolt) auf eine Mittelspannung von 10 kV für die Verteilung in der Stadt.

## MuseumZeitreise Strom – Das Deutsche Elektrizitätsmuseum
Im Zuge einer Modernisierung der Schaltanlagen ergaben sich freie Räume im Gebäude, die in Verbindung mit einem neuen Anbau dem Museum Strom und Leben und dem Firmenarchiv Platz bieten.
Im Museum kann man die Geschichte der Elektrizität von den Anfängen (Entdeckung der Galvanischen Elektrizität durch den italienischen Physiker Alessandro Volta) bis zum heutigen täglichen Gebrauch in Haushalt und Industrie besichtigen. Die Sammlung des Museums umfasst unter anderem eine große Anzahl von Exponaten und Werbematerialien für die Elektrizitätsnutzung aus den Anfängen des 20. Jahrhunderts. Als weitere Besonderheit enthält das Museum Fassadenteile des Gemeinschaftswerks Hattingen. Das 1984 stillgelegte Kohlekraftwerk in Hattingen trug an der Fassade die Porträts der Aufsichtsratsmitglieder der VEW aus der Bauzeit. Außerdem sind Elektroautos ausgestellt.
Im Oktober 2021 wurde das Museum Strom und Leben nicht nur um einen Ausstellungsteil zur Zukunft der Elektrizität im Bereich der früheren Leitwarte des Umspannwerks erweitert, sondern auch in Zeitreise Strom – Das Deutsche Elektrizitätsmuseum umbenannt. Das Museum beherbergt zudem das Unternehmensarchiv der RWE Westfalen-Weser-Ems AG.